# Sydney Martineau
Sydney Martineau (Clapham, 1863. január 6. – Westminster, 1945. december 19.) olimpiai ezüstérmes angol párbajtőrvívó.